# Seznam ostrovů Severního moře
Ostrovy Severního moře podle rozlohy. Tabulka obsahuje také ostrovy v průlivech Skagerrak a Limfjord.
| # | ostrov               | v místním jazyce    | rozloha (km²) | pobřeží (km) | max.nadm. výška (m) | nejvyšší vrchol   | počet obyvatel | hustota zalidnění | největší sídlo    | část státu           | stát       | část moře                    | souostroví            | lokalizace                      |
| - | -------------------- | ------------------- | ------------- | ------------ | ------------------- | ----------------- | -------------- | ----------------- | ----------------- | -------------------- | ---------- | ---------------------------- | --------------------- | ------------------------------- |
| # | Severojutský ostrov  | Nørrejyske Ø        | 4 685,73      | —            | 136                 | Knøsen            | 293 266        | 64,54             | Hjørring          | Nordjylland          | Dánsko     | Skagerrak / Limfjord         | —                     | 57°20′ s. š., 10° v. d.         |
| # | Mainland (Shetlandy) | Mòr-thìr, Sealtainn | 968,79        | —            | 450                 | Ronas Hill        | 18 765         | 19,37             | Lerwick           | Shetlandy            | Skotsko    | Severní moře                 | Shetlandy             | 60°19′ s. š., 1°16′ z. d.       |
| # | Mainland (Orkneje)   | Mòr-thìr, Arcaibh   | 523,25        | —            | 271                 | Mid Hill          | 17 162         | 32,81             | Kirkwall          | Orkneje              | Skotsko    | Severní moře                 | Orkneje               | 58°59′ s. š., 3°6′ z. d.        |
| # | Mors                 |                     | 363,31        | —            | 89                  | Salgerhøj         | 20 031         | 55,13             | Nykøbing Mors     | Nordjylland          | Dánsko     | Limfjord                     | —                     | 56°47′10″ s. š., 8°44′20″ v. d. |
| # | Orust                |                     | 343,74        | 226          | 142                 | —                 | 14 562         | 42,36             | Henån             | Västra Götaland      | Švédsko    | Skagerrak                    | —                     | 58°11′8″ s. š., 11°41′53″ v. d. |
| # | Osterøy              |                     | 330,16        | —            | 869                 | Høgafjellet       | 7 400          | 22,41             | Valestrandfossen  | Hordaland            | Norsko     | Severní moře                 |                       | 60°31′51″ s. š., 5°31′49″ v. d. |
| # | Stord                |                     | 241,33        | —            | 749                 | Midthammersåta    | 20 600         | 85,36             | Leirvik           | Hordaland            | Norsko     | Severní moře                 |                       | 59°53′0″ s. š., 5°25′ v. d.     |
| # | Yell                 | Yell                | 212,11        | —            | 210                 | Hill of Arisdale  | 966            | 4,56              | Mid Yell          | Shetlandy            | Skotsko    | Severní moře                 | Shetlandy             | 60°37′22″ s. š., 1°6′ z. d.     |
| # | Tysnesøya            |                     | 198,31        | —            | 752                 | Tysnessåto        | 2 580          | 13,01             | Våge              | Hordaland            | Norsko     | Severní moře                 |                       | 59°58′33″ s. š., 5°26′45″ v. d. |
| # | Karmøy               |                     | 177,90        | —            | 132                 | Søra Sålafjellet  | 33 101         | 186,07            | Kopervik          | Rogaland             | Norsko     | Severní moře                 | —                     | 59°16′ s. š., 5°15′ v. d.       |
| # | Sotra                |                     | 175,90        | —            | 341                 | Liatårnet         | 19 100         | 108,58            | Straume           | Hordaland            | Norsko     | Severní moře                 | —                     | 60°21′6″ s. š., 5°2′23″ v. d.   |
| # | Bømlo                |                     | 169,90        | —            | 474                 | Siggjo            | 5 360          | 31,55             | Svortland         | Hordaland            | Norsko     | Severní moře                 | —                     | 59°46′14″ s. š., 5°16′37″ v. d. |
| # | Texel                | Teksel              | 162,00        | —            | 15                  | Oudeschild        | 13 641         | 84,73             | Den Burg          | Severní Holandsko    | Nizozemsko | Severní moře, Waddenské moře | Západofríské ostrovy  | 53°4′48″ s. š., 4°48′36″ v. d.  |
| # | Tjörn                |                     | 146,88        | 188          | —                   | —                 | 14 024         | 95,48             | Skärhamn          | Västra Götaland      | Švédsko    | Skagerrak                    | —                     | 58°0′58″ s. š., 11°38′16″ v. d. |
| # | Hoy                  | Hòigh               | 134,58        | —            | 479                 | Ward Hill         | 419            | 2,93              | Lyness            | Orkneje              | Skotsko    | Severní moře                 | Orkneje               | 58°51′ s. š., 3°18′ z. d.       |
| # | Rømø                 |                     | 128,86        | —            | 19                  | Høstbjerg         | 559            | 4,34              | Havneby           | Syddanmark           | Dánsko     | Waddenské moře               | Severofríské ostrovy  | 55°8′ s. š., 8°31′ v. d.        |
| # | Unst                 | Unst                | 120,68        | —            | 284                 | Saxa Vord         | 632            | 5,27              | Baltasound        | Shetlandy            | Skotsko    | Severní moře                 | Shetlandy             | 60°45′ s. š., 0°53′ z. d.       |
| # | Sylt                 | Söl                 | 99,14         | —            | 52,5                | Uwe Düne          | 20 852         | 210,33            | Westerland        | Šlesvicko-Holštýnsko | Německo    | Waddenské moře               | Severofríské ostrovy  | 54°54′ s. š., 8°20′ v. d.       |
| # | Terschelling         | Skylge              | 85,26         | —            | 6                   | —                 | 4 964          | 58,22             | West-Terschelling | Frísko               | Nizozemsko | Severní moře, Waddenské moře | Západofríské ostrovy  | 53°24′4″ s. š., 5°19′53″ v. d.  |
| # | Föhr                 | Feer                | 82,82         | —            | 13,2                | Geest bei Nieblum | 8 593          | 103,76            | Wyk auf Föhr      | Šlesvicko-Holštýnsko | Německo    | Waddenské moře               | Severofríské ostrovy  | 54°43′2″ s. š., 8°29′56″ v. d.  |
| # | Ameland              | It Amelân           | 59,11         | —            | 4                   | —                 | 3 743          | 63,32             | Hollum            | Frísko               | Nizozemsko | Severní moře, Waddenské moře | Západofríské ostrovy  | 53°27′1″ s. š., 5°45′13″ v. d.  |
| # | Fanø                 |                     | 55,78         | —            | 21                  | Pælebjerg         | 3 456          | 61,96             | Nordby            | Syddanmark           | Dánsko     | Waddenské moře               | Severofríské ostrovy  | 55°24′51″ s. š., 8°24′37″ v. d. |
| # | Nordstrand           | Noardstrân          | 48,60         | —            | 2                   | —                 | 2 257          | 46,44             | Nordstrand        | Šlesvicko-Holštýnsko | Německo    | Waddenské moře               | Severofríské ostrovy  | 54°29′5″ s. š., 8°51′17″ v. d.  |
| # | Schiermonnikoog      | Skiermûntseach      | 40,50         | —            | —                   | —                 | 943            | 23,28             | Schiermonnikoog   | Frísko               | Nizozemsko | Severní moře, Waddenské moře | Západofríské ostrovy  | 53°29′21″ s. š., 6°12′8″ v. d.  |
| # | Vlieland             | Flylân              | 39,15         | —            | 45                  | Vuurboetsduin     | 1 197          | 30,57             | Oost-Vlieland     | Frísko               | Nizozemsko | Severní moře, Waddenské moře | Západofríské ostrovy  | 53°15′30″ s. š., 4°57′21″ v. d. |
| # | Pellworm             | Pälweerm            | 37,44         | —            | 2                   | —                 | 1 161          | 31,01             | Tammensiel        | Šlesvicko-Holštýnsko | Německo    | Waddenské moře               | Severofríské ostrovy  | 54°31′ s. š., 8°38′13″ v. d.    |
| # | Borkum               | Boarkum             | 30,74         | —            | 6                   | —                 | 5 175          | 168,35            | Borkum            | Dolní Sasko          | Německo    | Waddenské moře               | Východofríské ostrovy | 53°35′34″ s. š., 6°42′17″ v. d. |
| # | Norderney            |                     | 26,29         | —            | 5                   | —                 | 5 845          | 222,33            | Norderney         | Dolní Sasko          | Německo    | Waddenské moře               | Východofríské ostrovy | 53°42′26″ s. š., 7°8′49″ v. d.  |
| # | Fur                  |                     | 22,29         | —            | 76                  | Lille Jenshøj     | 757            | 33,96             | Nederby           | Midtjylland          | Dánsko     | Limfjord                     | —                     | 56°49′54″ s. š., 9°1′27″ v. d.  |
| # | Lyr                  |                     | 8,57          | —            | —                   | —                 | 160            | 18,67             | Brevik            | Västra Götaland      | Švédsko    | Skagerrak                    | —                     | 58°4′37″ s. š., 11°31′ v. d.    |
| # | Mandø                |                     | 7,63          | —            | 2                   | —                 | 33             | 4,32              | Mandø By          | Syddanmark           | Dánsko     | Waddenské moře               | Severofríské ostrovy  | 55°16′50″ s. š., 8°33′10″ v. d. |